# 柳橋路
柳橋路（Liuqiao Rd.）為高雄市岡山區的東西向道路，起端為岡山路，末端銜接巨輪路。本道路共分為東、西兩路，柳橋西路共有兩段，大勇街、通校路為分段點。因道路周邊鄰近國軍高雄總醫院岡山分院、第87期重劃區，生活機能完善，形成岡山生活圈。

## 行經行政區域
- 岡山區

## 沿線設施
（由東至西）
- 柳橋東路：
  - 內政部移民署高雄市第二服務站
  - 遠傳電信高雄岡山柳橋東門市
  - 美廉社岡山柳橋東店
  - 高雄市立岡山國小
- 柳橋西路（一段、二段）：
  - 寶雅岡山柳橋店
  - 國防部福利總處附屬新生社餐廳
  - 基督教台灣信義會岡山分會
  - 順發3C量販高雄岡山店
  - NET岡山一店
  - 丁丁連鎖藥局岡山店
  - 經濟部水利署第六河川局
  - 全家便利商店岡山柳橋店

## 公共自行車
- 高雄市公共自行車租賃系統：
  - 岡山國小：柳橋東路36號(前人行道)
  - 第六河川局：柳橋西路15號(前人行道)

## 相關連結
- 高雄市主要道路列表